# Popis poznatih pasa

## Poznatipsi
- Pal, Škotski ovčar koji je glumio Lassie.
- Hačiko – simbol odanosti u Japanu. Svake godine 8. travnja na ceremoniji na tokijskoj željezničkoj stanici Šibija svi ljubitelji pasa odaju počast lojalnosti akite zvanoj Hačiko, vjernom ljubimcu doktora Isabura Uena, profesora na tokijskom sveučilištu. Dana 21. svibnja 1925., kada je kuja imala osamnaest mjeseci, dr. Ueno je umro. Sljedećeg dana i sljedećih devet godina Hačiko je dolazila na stanicu i čekala ga prije nego što bi otišla kući, sama.
- Old Shep – američki simbol vjernosti. Ta je kuja bdjela na željezničkoj stanici pet godina nakon što je kovčeg pokojnog joj vlasnika utovaren u vlak.
- Pickles – pas koji je pronašao trofej svjetskog kupa u nogometu. Pickles je pronašao ukradeni trofej svjetskog nogometnog kupa u žbunju u južnom Londonu 1966. godine.
- Toby – najbogatiji pas na svijetu. Američka je milijunašica Ella Wendal 1932. ostavila svojoj pudlici Toby 75 000 000 dolara.
- Lajka – prvi astronaut. Lajka je bila prvi pas u svemiru na ruskom satelitu Sputnjik 2. Na vrhuncu hladnog rata 3. studenog 1957. godine Lajka je krenula na put bez povratka. Izgorila je pri povratku u Zemljinu atmosferu 4. travnja 1958. godine.
- Belka i Strelka

## Vjernipsi
Njemački ovčar Capitan pobjegao je od kuće kada je 2006. umro njegov vlasnik, Argentinac Miguel Guzman. Nakon tjedan dana obitelj preminulog otišla je na njegov grob u argentinskom gradu Villa Carlos Paz. Na njemu su zatekli Capitana, koji je cvilio od tuge. Capitan je otada rijetko napuštao groblje. Radnici na groblju uskoro su se počeli brinuti za psa i hraniti ga, što mu je omogućilo da ondje boravi godinama.
Njemački ovčar Tommy svaki dan je dolazio na misu u crkvu u San Donaciju u Brindisiju, u koju ga je vodila njegova vlasnica pedesetsedmogodišnjakinja Marija Margherita Lochi. Pas je nastavio dolaziti na misu i nakon njezine smrti. Za vrijeme obreda mirno je sjedio za života vlasnice pored njezinih nogu, a kasnije ispred stepenica kojima se pristupa oltarnoj apsidi. Nastavio je tako sve do svoje smrti početkom 2014. godine.

## Psi poznatih ljudi
- Blondi – Njemački ovčar po imenu Blondi bio je ljubimac Adolfa Hitlera. Kako bi se uvjerio da su kapsule s cijanidom ispravne, Hitler se poslužio Blondi. Tek kada je utvrdio da je Blondi mrtva, i sam je iskoristio kapsulu.
- Luks –pas koji je Titu spasio život. Za vrijeme bitke na Sutjesci granata je pala blizu Josipa Broza Tita ubivši engleskog časnika i njemačkog ovčara Luksa koji mu je, skočivši na Tita, spasio život.
- Tinkerbell Hilton (Atena, 31. listopada 2002.), kućni ljubimac Paris Hilton, pas pasmine chihuahua. Hilton ju je kupila od grčkog uzgajivača za 3 000 eura. Često se s vlasnicom pojavljivala na javnim i društvenim događajima, npr. u sve tri sezone reality emisije The Simple Life (jednostavan život). Godine 2004. Tinkerbell je napisala memoare, The Tinkerbell Hilton Diaries (Dnevnik Tinkerbell Hilton) s pomoćnim piscem D. Resinom. Dana 12. kolovoza 2004. nestala je za vrijeme provale na imanje obitelji Hilton. Raspisana je nagrada od 5 000 američkih dolara. Našli su je šest dana poslije kod susjeda. U ljeto 2005. Paris Hilton neslužbeno je dala Tinkerbell svojoj majci da bi dobila manjeg psa Bambija jer se Tinkerbell udebljala.[3] Prvog prosinca Tinkerbell su ponovno vidjeli u društvu njezine vlasnice. Dobila je ime po liku iz romana Petar Pan. Tinkerbell Hilton u internetskoj bazi filmova IMDb-u (engl.).

### TV/Filmografija Tinkerbella Hiltona
- The Simple Life (2003.)
- The Simple Life 2: Road Trip (2004.)
- Raising Helen (cameo)
- The Simple Life: Intems (2005.)
- Saturday Night Life (5. veljače 2005.)